# Gmina Lisia Góra
Die Gmina Lisia Góra ist eine Landgemeinde im Powiat Tarnowski der Woiwodschaft Kleinpolen in Polen. Ihr Sitz ist das gleichnamige Dorf.
Der Arzt und Politiker Nikodem Bętkowski (1812–1864) wurde in Lisia Góra geboren.

## Gliederung
Zur Landgemeinde (gmina wiejska) Lisia Góra gehören folgende 11 Dörfer mit einem Schulzenamt:
Breń
Brzozówka
Kobierzyn
Lisia Góra
Łukowa
Nowa Jastrząbka
Nowe Żukowice
Pawęzów
Stare Żukowice
Śmigno
Zaczarnie